# Celestino de Alcocer
Celestino de Alcocer y Valderrama (Briviesca, 1855-Orduña, 1 de octubre de 1924) fue un abogado y político carlista español.

## Biografía
Nacido en Briviesca (provincia de Burgos), era hijo de Bernabé de Alcocer, quien fue vicepresidente de la Diputación carlista a Guerra de Castilla en la tercera guerra carlista. Su padre le dejó al frente de su casa y familia al partir para Orduña a ocupar dicho cargo, pero movido por sus ideas tradicionalistas y su espíritu militar, Celestino decidió abandonarlo todo y, a pesar de su corta edad, acompañado de un criado, se presentó en Estella, haciendo desde entonces toda la campaña en el arma de Caballería con el cargo de ayudante de campo del brigadier Zaratiegui.
Participó en la conspiración carlista tras la derrota de España en la guerra de Cuba. A pesar de su significación militar, se señaló en el terreno político y de la propaganda legal en defensa del carlismo. Con su dinero se fundaron muchos círculos carlistas en la Rioja, Castilla, La Mancha y otros puntos de España, «estando continuamente como en activo servicio para todo lo que fuese organización y propaganda, mostrándose de continuo pródigo de sus intereses, en favor de sus ideales religiosos y políticos».
Sostuvo de su peculio particular El Basco, diario de Bilbao, del que también fue director por algún tiempo. Llegó a ser encarcelado en dicha ciudad por la publicación de algunos artículos que el Gobierno de Madrid consideró injuriosos. Fue, asimismo, director y propietario de El Centinela, periódico de Burgos.
Se presentó candidato como diputado a Cortes por la circunscripción de Burgos, pero perdió el acta, en opinión del barón de Artagan, «gracias a los procedimientos que en los casos comprometidos dan el triunfo a los candidatos ministeriales». Fue nombrado después jefe regional de los carlistas de Castilla la Vieja, cargo que ejerció durante muchos años. En las elecciones generales de 1907 consiguió ser elegido diputado a Cortes por el distrito de Laguardia (provincia de Álava), y en las de 1910, para conseguir la unión de todos  de Vitoria, y ante los deseos de unos y otros, presentó su candidatura por dicha capital, resultando nuevamente elegido.
Acordado por Carlos VII fundar el Tesoro de la Tradición, Alcocer fue nombrado tesorero general, cargo en el que le confirmó luego Jaime de Borbón al fallecer Carlos VII, a cuyos funerales de Trieste (Austria) asistió en representación del delegado general y como jefe regional carlista de Castilla la Vieja. Con este motivo, asistió además a la proclamación de Don Jaime por los tradicionalistas.
En ausencias del delegado general jaimista, Bartolomé Feliú, representó algunas veces a la minoría tradicionalista del Congreso. Alcocer fue, además, el primero que protestó en el Congreso por las blasfemias del diputado republicano Félix Azzati, y «le dijo claramente que le rompería la cabeza antes que consentirle blasfemar de la Virgen Santísima en su presencia».
El barón de Artagan lo describió en estos términos: 

El señor de Alcocer pertenece en la Comunión Católico-Monárquica al elemento militar aun más que al político; por eso siempre que se ha tratado de reorganizar los elementos carlistas o de algo de carácter militar, ha sido como el alma del movimiento en unión de los generales carlistas Pérez Nájera y Solana; en una palabra, es el prototipo del hombre de acción, no pareciendo por ahora conveniente ni oportuno mencionar las causas que hicieron fracasar planes hábilmente preparados cuando terminó la guerra de Cuba.

Estuvo casado con Dolores de Ribacoba y fue padre de Alberto Alcocer, alcalde de Madrid entre 1923 y 1924 y nuevamente entre 1939 y 1946.